# Dracea
Dracea es una comuna ubicada en el distrito de Teleorman, Rumania.

## Superficie
Posee una superficie de 45,40 kilómetros cuadrados.

## Demografía
Hasta 2021 la población era de 1575 habitantes, con una densidad de población de 34,69 habitantes por kilómetro cuadrado.